# Деветьяровы
Деветья́ровы (князь Деветьяровы, тат. Дәүләтъяровлар) — татарский княжеский мурзинский род, ветвь арских князей. Родоначальником рода является князь Девлетьяр Мухаметказыев, которому в 1509 г. были пожалованы земли по реке Чепце.

## История рода
Сыновья Девлетьяра Иванец и Матвей в середине XVI в. были жалованы поместьями по реке Вятке в дер. Шептяковском и Желтяковском. В XVIII—XIX вв. часть рода Деветьяровых оставалась жить на прежних своих землях — в Слободском уезде Вятской губернии (ныне Кировская область). В начале XVIII в. они были положены в подушный оклад. На территории Уфимского уезда Деветьяровы появляются уже с конца XVI в. В 1649 г. «каринские татары» жили в д. Варзи Уфимского уезда (ныне Агрызский район Татарстана). Все они были написаны в Уфе в список служилых татар. В 1740-х гг. часть рода Девлетьяровых переселилась в Сеитовский посад Оренбурга, откуда их позднее перевели на жительство в д. Яшерганово (Стерлибашевский район Башкортостана). В середине XIX в. в этой деревне 57 душ мужского пола князь Деветьяровых находилось в башкирском сословии, пять душ — в мещеряцком, 44 души — в сословии государственных крестьян. Прошения Деветьяровых о возвращении им дворянского достоинства остались неудовлетворенными.

## Владения
Деветьяровы владели перевозом через реку Вятку, у устья Чепцы. Для поселения перевозчиков представители рода основали на левом берегу р. Чепцы небольшую деревню, которая стала называться Деветьярово, ныне территория города Кирово-Чепецка.